# متنزه البرانس الوطني
متنزه البرانس الوطني هو متنزه وطني فرنسي يقع بين إقليم البرانيس العليا والبرانيس الأطلسية.